# Кочергинский сельсовет (Нижегородская область)
Кочергинский сельсовет — сельское поселение в Балахнинском районе Нижегородской области Российской Федерации.
Административный центр — деревня Трестьяны.

## История
Статус и границы сельского поселения установлены Законом Нижегородской области от 15 июня 2004 года № 60-З «О наделении муниципальных образований — городов, рабочих поселков и сельсоветов Нижегородской области статусом городского, сельского поселения».

## Население
| 2002  | 2010  | 2012  | 2013  | 2014  | 2015  | 2016  |
| ----- | ----- | ----- | ----- | ----- | ----- | ----- |
| 3225  | ↗3498 | ↘3470 | ↗3471 | ↘3447 | ↘3421 | ↗3439 |
| 2017  | 2018  | 2019  | 2020  |       |       |       |
| ↘3410 | ↘3368 | ↘3361 | ↗3373 |       |       |       |

## Состав сельского поселения
| №  | Населённый пункт | Тип населённого пункта            | Население |
| -- | ---------------- | --------------------------------- | --------- |
| 1  | Беловская        | деревня                           | →30       |
| 2  | Большие Могильцы | деревня                           | ↗119      |
| 3  | Истомино         | деревня                           | ↗1378     |
| 4  | Коробейниково    | деревня                           | ↗24       |
| 5  | Кочергино        | деревня                           | ↗76       |
| 6  | Липовки          | деревня                           | →90       |
| 7  | Липовки          | посёлок железнодорожного разъезда | ↗57       |
| 8  | Ляпуниха         | деревня                           | ↘115      |
| 9  | Малые Могильцы   | деревня                           | ↘180      |
| 10 | Постниково       | деревня                           | ↗256      |
| 11 | Совхозный        | посёлок                           | ↘864      |
| 12 | Трестьяны        | деревня, административный центр   | ↗215      |
| 13 | Чёрная           | деревня                           | ↘25       |
| 14 | Шишкино          | деревня                           | ↗69       |